# Chiesa di Santa Croce (Ferrara)
La chiesa di Santa Croce o anche chiesa della Crocetta, sino al XV secolo chiesa di San Barnaba, è stato un luogo di culto di Ferrara edificato attorno al XIII secolo e soppressa all'inizio del XIX secolo.

## Storia
La chiesa venne edificata attorno al 1219, anche se sulla data non vi è certezza, e venne intitolata a san Barnaba, unica a Ferrara con tale dedicazione. Accanto vi era un monastero femminile e il periodo della loro erezione coincise con il momento finale del potere esercitato sulla città di Ferrara dalla famiglia Salinguerra, in quel momento rappresentato da Salinguerra II Torelli, prima che gli Este succedessero come famiglia dominante.
Attorno alla seconda metà del XIV secolo Valentina Visconti, regina di Cipro e consorte di Luigi I di Valois-Orléans passò per Ferrara e sarebbe stata testimone di un evento miracoloso legato al chierico Buonmercato che, ucciso dalla folla, avrebbe compiuto miracoli. Il suo corpo venne sepolto nella chiesa.
Il cambio di denominazione in Santa Croce si ebbe nel 1531 quando Alfonso I d'Este ottenne la riconferma da parte dell'imperatore Carlo V d'Asburgo dei dominii estensi su Modena e Reggio. La chiesa fu per l'occasione riedificata con maggiori dimensioni.. Il complesso formato da chiesa e monastero venne chiuso con le soppressioni napoleoniche e definitivamente demolito nel 1803.

## Descrizione
La chiesa, anticamente nota anche come della Crocetta, si trovava al momento della sua costruzione fuori dalla cerchia delle mura di Ferrara che avrebbero compreso quell'area solo con l'Addizione Erculea. Il sito, sul quale non rimane nulla a testimoniare della presenza sino all'inizio del XIX secolo degli edifici religiosi, si trova a Ferrara all'angolo tra via Bagaro e via Arianuova.